# Steinkisten von Ballinagore
Die Steinkisten von Ballinagore liegen an einem sanften Südosthang, westlich des Gold Mine River, bei Aughrim im County Wicklow in Irland. Beim Abräumen von Feldzäunen wurde eine rechteckige Steinkiste entdeckt und eine kleine Ausgrabung von Mary Cahill durchgeführt. Sie fand ein frühbronzezeitliches Gefäß sowie eine Axt und ein Messer aus Feuerstein. In der Kiste wurden keine menschlichen Überreste gefunden.
Während Steinkisten aus der frühen Bronzezeit häufig entdeckt werden, wird ihre Umgebung nicht immer untersucht. Die Ausgrabung von Ballinagore enthüllte eine Ansammlung von Steinkisten und Leichenresten. Die Ausgrabung, die Barra Ó Donnabháin zwischen 1994 und 1995 durchführte, führten zur Freilegung der Reste eines Teils eines niedrigen Erd- und Steinhügels, der unter der Feldgrenze überlebt hatte. Der Hügel befand sich unmittelbar nördlich und östlich der Kiste und könnte sie ursprünglich bedeckt haben.
Innerhalb des Hügels wurde ein Bogen aus Steinen gefunden, der eine zweite, kleine, rechteckige Kiste enthielt, die verbrannte menschliche Knochen barg, aber gestört worden war. Etwa 2,0 m nördlich der ersten wurde eine ungestörte polygonale Kiste gefunden, die eine umgestülpte Kragenurne mit verbrannten menschlichen Knochen enthielt. Die Kiste war nach dem Einbringen der Urne mit Holzkohle gefüllt worden. Zwei weitere Kragenurnen wurden in Gruben neben den beiden Kisten gefunden. Eine war über eine Feuerbestattung gestülpt und die zweite, die verbrannte Knochen enthielt, lag in einer mit Kohle gefüllten Grube auf der Seite. Eine Grube mit einer Brandschüttung, Pfostenlöcher und ein Grubenkomplex mit verbrannten Hasel- und Weidenruten wurden neben der ersten Kiste gefunden. Der Grubenkomplex konzentrierte sich auf das Gebiet südöstlich der Kiste 1 und war ursprünglich von einem Hügel bedeckt, der im 19. Jahrhundert größtenteils abgetragen worden zu sein schien. Im Bereich des niedrigen Hügels wurden etwa 100 Scherben neolithischer Töpferwaren gefunden, die zu sechs Schüsseln gehören. Viele Scherben stammen aus der Grube der Kiste 1.
Westlich des niedrigen Hügels wurden drei Ringgräben in einem Bogen gefunden. Zwei waren unvollständig, während einer rund war. Alle hatten einen Durchmesser von 5,0 bis 6,0 m und flache, U-förmige Gräben. Der runde war der nördlichste der drei und barg in der Mitte eine weitere Kiste. Sie enthielt verbrannten menschlichen Knochen und ein schlecht ausgeführtes Gefäß. Im mittleren Ringgraben befand sich eine kleine Grube mit Holzkohle und Bruchstücken verbrannter menschlicher Knochen. Der südliche der Ringgraben wurde nicht vollständig ausgegraben. Eine Grube im Ringgraben war 1,0 m tief und enthielt Holzkohle und menschlichen Knochen. In ihr wurde auch eine Pfeilspitze mit Widerhaken gefunden. Der dritte Ringgraben wurde nach der Ausgrabung versehentlich gestört. Der Grundbesitzer deckte eine Grube mit einer Einäscherung und einem Behälter auf.
Etwa 16 m östlich des niedrigen Hügels wurde ein etwa 3,0 m breiter und 2,0 m tiefer, V-förmiger Graben gefunden. Es gab keine Hinweise auf Datum oder Funktion des Grabens und seiner Beziehung zum Gräberfeld.